# Giuseppe Carpani
Pour l’article homonyme, voir Giuseppe Carpani (poète).
Pour l’article homonyme, voir Giuseppe Carpani (jésuite).
Giuseppe Carpani (né le 24 février 1907 à Milan, et mort le 22 octobre 1958 dans la même ville, était un ancien arbitre italien de football, affilié à Milan, qui officia de 1941 à 1958.

## Biographie
Giuseppe Carpani fut arbitre international de 1948 à 1953,,. Il reçut le Premio Giovanni Mauro lors de la saison 1949-1950, récompensant le meilleur arbitre de la saison.

## Carrière
Giuseppe Carpani a officié dans une compétition majeure :
- JO 1948 (1 match)